# 韦㧾
韦㧾（549年—577年1月20日），字善会，小字卢诃，京兆郡杜陵县（今陕西省西安市长安区）人，出自京兆韦氏郧公房，北周大司空、郧国公韦孝宽第三子，北周官员，因韦孝宽被赐姓宇文氏，韦㧾又被称为宇文㧾。

## 生平
韦㧾聪敏爱好学习，以大都督、左侍上士为起家官 ，升任使持节、车骑大将军、仪同三司、戎右下大夫，很快转任小司右 ，又改任小武伯内侍。天和年间，韦㧾升任骠骑大将军、开府仪同三司，加左武伯中大夫，很快任右宫伯，转任左前卫，又转任左勋胄。韦㧾之后出任纳言，改任御伯，出任京兆尹 。周武帝宇文邕曾经和韦㧾开玩笑的说：“爱卿在京城任官，应该不会凭着富贵在家乡作威作福吧？”韦㧾表情严肃的回答说：“陛下提拔我到意想不到的高位，私下认为陛下已经鉴察了我的愚诚。现在受到陛下的严旨，又像是尚未照见我的赤诚之心。我岂能长期愧居此职，以使皇上有所疑虑。请解除我的职务，以让给贤能之人。”周武帝大笑说：“前面说的话不过是玩笑罢了。”建德五年（576年），韦㧾跟随周武帝东征北齐，常常率领部下当先冲入敌军阵中，十二月十六日（577年1月20日），韦㧾在并州战死，时年虚岁二十九。北周朝廷赠予使持节、上大将军，追封河南郡开国公，食邑二千户。建德六年（577年），再次赠予韦㧾使持节、柱国、蒲陕熊中义五州刺史，谥号贞，建德六年岁次丁酉十一月庚午朔十五日甲申（577年12月10日）葬于京兆洪固乡家族旧墓。隋朝因避讳杨祯，改韦㧾谥号为怀。

## 家庭

### 祖父
- 韦旭，北魏司空、幽冀二州刺史[1]

### 父母
- 韦孝宽，北周大司空、郧国公[1]
- 郑毗罗，出自荥阳郑氏，后改姓贺兰氏，北魏使持节、安东将军、豫州刺史郑祖育孙女，仪同三司、显亲县开国男郑僧覆之女，车骑大将军、开府仪同三司、安憙县开国伯元诱外孙女，封安乐郡君[4][1]

### 兄弟姐妹
- 韦那罹，早亡，追赠使持节、仪同三司、中平县开国公
- 韦谌，隋朝使持节、车骑大将军、仪同三司、蓬州刺史、平桑郡公
- 韦寿，隋朝仪同三司、毛州刺史、滑国定公
- 韦霁，王世充尚书右仆射
- 韦津，唐朝陵州刺史、寿光县男
- 韦无漏，隋朝洹水县县令、永安县侯
- 韦长英，嫁北周湖州刺史、雍州都督皇甫道

### 夫人
- 河南达奚氏，北周太傅、太保、柱国、郑桓公达奚武孙女，北周上柱国、郑国公达奚震之女，开皇十四年五月十八日（594年6月11日）在京城住宅中去世，虚岁四十八，开皇十五年岁次乙卯正月庚申朔十三日壬申权葬于大兴城南义阳乡贵安里，开皇十八年十一月十七日（598年12月20日）与韦㧾合葬[5]

### 子女
- 韦圆成，使持节、开府仪同大将军、郧国静公
- 韦匡伯，隋朝朝散大夫、尚衣奉御、舒国懿公
- 韦方就，河南郡开国公，娶隋文帝孙女丰宁公主
- 韦纤婉 [2][1]，封普安郡公主，嫁开府、少保、新蔡郡开国公解斯恢
- 韦纤惠 [2][1]
- 韦连佩 [2][1]
- 韦纤备 [2][1]
- 韦纤直 [2][1]
- 韦纤慎 [2][1]

## 参看
- 韦妃，隋炀帝太子杨昭正妃、隋恭帝母，韦㧾六女之一